# (7288) 1991 FE1
1991 أف إي 1 (ويعرف أيضًا باسم (7288) 1991 أف إي 1 وفق تسمية الكوكب الصغير) (بالإنجليزية: 1991 FE1)‏ هو كويكب ضمن حزام الكويكبات؛ وترتيبه 7288 من حيث الاكتشاف.
اكتُشف هذا الجُرم الفلكي بواسطة Atsushi Sugie ‏ في 18 مارس 1991.

## وصلات خارجية
- (7288) 1991 FE1 في قاعدة بيانات مختبر الدفع النفاث لأجرام النظام الشمسي الصغيرة

- الاكتشاف · مخطط المدار ·  العناصر المدارية · المعلمات المادية

- (7288) 1991 FE1 على موقع ويكي سكاي: DSS2, SDSS, GALEX, IRAS, Hydrogen α, X-Ray, Astrophoto, Sky Map, Articles and images